# Ster ZLM Toer 2017
La Ster ZLM Toer 2017, 31a edició de la Ster ZLM Toer, es disputà entre el 14 al 18 de juny de 2017 en cinc etapes, amb inici a Westkapelle i final a Oss. La cursa formà part del calendari de l'UCI Europa Tour 2017, amb una categoria 2.1.
El vencedor final fou el portuguès José Gonçalves (Team Katusha Alpecin), seguit per l'eslovè Primož Roglič (Team LottoNL-Jumbo) i el belga Jos van Emden (Quick-Step Floors).

## Equips
L'organització convidà a prendre part en la cursa a setze equips:
- Team LottoNL-Jumbo, Quick-Step Floors, Team Katusha-Alpecin, Lotto Soudal, Team Sunweb, Wanty-Groupe Gobert, Sport Vlaanderen-Baloise, Cofidis, Roompot-Nederlandse Loterij, Vérandas Willems-Crelan, WB Veranclassic Aqua Protect, Destil-Jo Piels Cycling Team, Metec-TKH Continental Cyclingteam, Baby-Dump Cyclingteam, Telenet Fidea Lions, Monkey Town Continental Team

## Etapes
| Etapa | Data       | Recorregut                | Km    | Vencedor d'etapa        | Líder de la general  |
| ----- | ---------- | ------------------------- | ----- | ----------------------- | -------------------- |
| 1a    | 14 de juny | Westkapelle - Westkapelle | 7,5   | Primož Roglič (SVN)     | Primož Roglič (SVN)  |
| 2a    | 15 de juny | Tholen - Hoogerheide      | 186,6 | Dylan Groenewegen (NED) | Primož Roglič (SVN)  |
| 3a    | 16 de juny | Buchten - Buchten         | 209,2 | Dylan Groenewegen (NED) | Primož Roglič (SVN)  |
| 4a    | 17 de juny | Verviers - Jalhay         | 186,7 | José Gonçalves (POR)    | José Gonçalves (POR) |
| 5a    | 18 de juny | Oss - Oss                 | 180,9 | Marcel Kittel (GER)     | José Gonçalves (POR) |

## Classificació final
|    | Ciclista                    | Equip                             | Temps       |
| -- | --------------------------- | --------------------------------- | ----------- |
| 1  | José Gonçalves (POR)        | Team Katusha Alpecin              | 18h 17' 59" |
| 2  | Primož Roglič (SVN)         | Team LottoNL-Jumbo                | + 11"       |
| 3  | Laurens De Plus (BEL)       | Quick-Step Floors                 | + 13"       |
| 4  | Maximilian Schachmann (GER) | Quick-Step Floors                 | + 20"       |
| 5  | Søren Kragh Andersen (DEN)  | Team Sunweb                       | + 24"       |
| 6  | Toon Aerts (BEL)            | Telenet Fidea Lions               | + 30"       |
| 7  | Jasper De Buyst (BEL)       | Lotto Soudal                      | + 37"       |
| 8  | Maxime Vantomme (BEL)       | WB Veranclassic Aqua Protect      | + 40"       |
| 9  | Alex Kirsch (LUX)           | WB Veranclassic Aqua Protect      | + 43"       |
| 10 | Jasper de Laat (NED)        | Metec-TKH Continental Cyclingteam | + 45"       |